# Neolovricia
Neolovricia is een geslacht van kevers uit de familie van de loopkevers (Carabidae). De wetenschappelijke naam van het geslacht is voor het eerst geldig gepubliceerd in 2009 door Lakota, Jalzic & Moravec.

## Soorten
Het geslacht Neolovricia is monotypisch en omvat slechts de volgende soort:
- Neolovricia ozimeci Lakota, Jazlic & Moravec, 2009